# George Levey
George Collins Levey (1835-1919) fue un periodista, editor, escritor y político australiano

## Biografía
Era hijo de George Levey, de Camberwell Grove (Surrey). Nació en 1835, y estudió en el University College de Londres. Llegó a Australia en 1851, y tras trabajar durante un breve periodo de tiempo como oficinista, se dedicó a negocios relacionados con la minería. Colaboró con la prensa de Melbourne y viajó por Europa entre 1859 y 1861, colaborando con periódicos ingleses. Formó parte de la Asamblea Legislativa de Victoria de 1866 a 1867, representando a Normanby, y fue editor y propietario del Herald de 1863 a 1868. Desde 1868 participó, como editor o colaborador, en el periódico The Age de Melbourne. Levey, que fue comisario de diversas exposiciones internacionales, visitó Sudamérica en 1889 y a su vuelta a Australia escribió una Handy Guide to the River Plate. También fue autor de una Handy Guide to Australia, además de editar la Hutchinson's Australasian Encyclopædia (1892). Se casó en 1863 con Euphemia Dalton, hija de Charles Whybrow Ligar, y, en 1877, en segundas nupcias, con Mary Elizabeth Parker, viuda de John Edward Bouligny, congresista estadounidense por Nueva Orleans. Falleció en 1919.